# Tiêu Chính Đức
Tiêu Chính Đức (giản thể: 萧正德; phồn thể: 蕭正德; bính âm: Xiāo Zhèngdé, ?- 549), tên tự Công Hòa (公和), là một thân vương của triều Lương trong lịch sử Trung Quốc. Trong một thời gian ngắn, ông đã yêu cầu hoàng vị của triều Lương.

## Xuất thân
Không rõ Tiêu Chính Đức sinh vào thời điểm nào, ông là con trai thứ ba của Tiêu Hoành (蕭宏)- khi đó là một viên quan nhỏ trong triều đình Nam Tề. Tiêu Hoành là đệ của các tướng Tiêu Ý và Tiêu Diễn. Do ban đầu không có con trai, Tiêu Diễn đã nhận Tiêu Chính Đức làm con nuôi.
Tuy nhiên, vào năm 501, khi Tiêu Diễn tham gia vào một cuộc nội chiến chống lại hoàng đế Tiêu Bảo Quyển của Nam Tề, một người thiếp của Tiêu Diễn là Đinh Lệnh Quang (丁令光) đã hạ sinh một người con trai là Tiêu Thống. Mặc dù vậy, sau khi Tiêu Diễn lật đổ Tiêu Bảo Quyển và mở đầu triều Lương, Tiêu Chính Đức đã hy vọng mình sẽ trở thành hoàng thái tử. Tuy nhiên, Lương Vũ Đế đã thay đổi lựa chọn và đưa Tiêu Chính Đức về lại dòng Tiêu Hoành, chỉ sách phong Tiêu Chính Đức làm Tây Phong hầu, thực ấp 500 hộ.

## Chạy sang Bắc Ngụy
Tiêu Chính Đức không bằng lòng với việc chỉ có tước hầu, bực tức trước thay đổi lựa chọn hoàng thái tử. Vào năm 522 theo Tư trị thông giám; (Lương thư ghi năm 525), Tiêu Chính Dức chạy sang triều Bắc Ngụy kình địch, tuyên bố mình là hoàng thái tử bị phế truất của Lương, và tìm kiếm hỗ trợ về quân sự. Một viên quan Bắc Ngụy là Tiêu Bảo Dần, em trai Tiêu Bảo Quyển- thay vào đó lại đề xuất giết chết Tiêu Chính Đức. Triều đình Bắc Ngụy mặc dù không giết Tiêu Chính Đức, song đã không đối đãi một cách tôn trọng với Tiêu Chính Đức. Tiêu Chính Đức cho rằng bản thân gặp hiểm nguy nên đã giết một cậu bé và bảo rằng đó là người của ông, rồi đem chôn cất cậu bé ở cách xa kinh thành Lạc Dương của Bắc Ngụy. Vào năm 523, Tiêu Chính Đức chạy về Lương. Vũ Đế chẳng những không trừng phạt mà trên thực tế đã phục chức tước cho Tiêu Chính Đức.

## Phụng sự Lương
Tuy nhiên, sau khi trở về Lương, Tiêu Chính Đức đã không ăn năn vì hành động của mình, thay vào đó lại đi tập hợp đám du côn, thường dẫn đầu chúng trong các vụ cướp. Năm 525, Tiêu Chính Đức trở thành tướng dưới quyền chỉ huy của Dự Chương quận vương Tiêu Tông - nhị hoàng tử của Lương Vũ Đế, trấn thủ Bành Thành. Do nghĩ mình thực ra là con trai của Tiêu Bảo Quyển, Tiêu Tông đã đào thoát sang Bắc Ngụy trong chiến dịch, quân đội của Tiêu Thống cũng sụp đổ. Tiêu Chính Đức bỏ rơi quân lính và chạy về kinh thành Kiến Khang. Do các tội từng phạm phải trước đây và do hành động bỏ rơi quân lính, Lương Vũ Đế đã tước bỏ các tước vị và chức vụ của Tiêu Chính Đức và cho đưa ông đi lưu đày tại Lâm Hải. Tuy nhiên, khi Tiêu Chính Đức còn chưa đặt chân đến Lâm Hải, Lương Vũ Đế đã phái người đến ban lệnh ân xá và phục tước cho Tiêu Chính Đức.
Hoàng thái tử Tiêu Thống qua đời vào năm 531, Lương Vũ Đế lập một hoàng tử khác là Tiêu Cương làm hoàng thái tử, bỏ qua ba nhi tử của Tiêu Thống là Tiêu Hoan (蕭歡), Tiêu Dự (蕭譽), và Tiếu Sát song phong họ làm phiên vương ở ba quận lớn. Lúc này, Tiêu Chính Đức bợ đỡ sủng thần Chu Dị của Lương Vũ Đế, vì thế Chu Dị đã nhắc nhở Lương Vũ Đế rằng Tiêu Chính Đức trước đây đã từng là nhi tử của Lương Vũ Đế, song nay chỉ là một hầu tước. Do đó, Lương Vũ Đế đã sách phong Tiêu Chính Đức là Lâm Hạ vương.

## Trong loạn Hầu Cảnh
Tuy nhiên, Tiêu Chính Đức vẫn không hài lòng. Khi tướng Hầu Cảnh nổi dậy vào mùa thu năm 548, Hầu Cảnh biết Tiêu Chính Đức có thái độ bất mãn nên đã bí mật thương thảo với Tiêu Chính Đức, hứa sẽ đưa ông làm hoàng đế. Sau đó, khi Hầu Cảnh sắp tiến đến bờ bắc Trường Giang, Lương Vũ Đế đã phái Tiêu Chính Đức đem quân đi phòng thủ ở bờ nam, Tiêu Chính Đức thay vào đó lại bí mật phái mấy chục thuyền lớn đi giúp quân Hầu Cảnh vượt Trường Giang, sau đó Tiêu Chính Đức quay sang chống Lương Vũ Đế và hợp quân với Hầu Cảnh.
Sau khi Hầu Cảnh bao vây Kiến Khang và chiếm được thành ngoại, buộc lực lượng trung thành với Lương Vũ Đế phải rút vào Đài thành (tức hoàng cung), Tiêu Chính Đức đã xưng đế. Tiêu Chính Đức lập thế tử của mình là Tiêu Kiến Lý (蕭見理) làm hoàng thái tử, và gả một nhi nữ cho Hầu Cảnh, tuy nhiên Tiêu Kiến Lý ngay sau đó đã qua đời trong một cuộc đột kích. Tiêu Chính Đức cũng hiệp nghị với Hầu Cảnh rằng đến khi Đài thành thất thủ, Lương Vũ Đế và Tiêu Cương sẽ không được tha. Vào mùa xuân năm 549, khi Hầu Cảnh tiến hành dàn xếp hòa bình với Lương Vũ Đế và Tiêu Cương trong một thời gian ngắn, Tiêu Chính Đức đã lên tiếng phản đối, và Hầu Cảnh sau đó cũng không thực thi theo các điều khoản hòa bình. Tuy nhiên, khi Đài thành thất thủ, Hầu Cảnh đã ngăn chặn Tiêu Chính Đức giết chết Lương Vũ Đế và Tiêu Cương. Thay vào đó, Hầu Cảnh biến Lương Vũ Đế thành một quân cờ của mình và giáng Tiêu Chính Đức làm Lâm Hạ vương, song cũng trao cho Tiêu Chính Đức chức vụ "thị trung", "đại tư mã". Tiêu Chính Đức trở nên chán nản, và đến khi gặp Lương Vũ Đế, Tiêu Chính Đức đã khóc lóc thảm thiết. Lương Vũ Đế đáp lại: "Ngươi hãy khóc nữa đi, song chẳng phải đã quá muộn để ngươi hối hận rồi sao?".
Tiêu Chính Đức bực bội trước việc Hầu Cảnh bội ước, và sau đó ông đã bí mật gửi thư cho đường huynh đệ là Bà Dương vương Tiêu Phạm (蕭範), thỉnh cầu Tiêu Phạm đến cứu viện Kiến Khang. Thư tín bị quân của Hầu Cảnh chặn được, vào mùa hè năm 549, Hầu Cảnh đã giả chiếu ra lệnh sát hại Tiêu Chính Đức.

## Gia đình
Tiêu Chính Đức và em gái là Trường Lạc công chúa tư thông, vì sợ tiếng xấu loạn luân lan ra nên đã trói một thị nữ và đeo thêm đồ trang sức bằng vàng ngọc vào người này rồi tiến hành phóng hỏa đốt nhà, giả bộ là Trường Lạc công chúa bị lửa thiêu chết. Sau đó, Trường Lạc công chúa trở thành "Liễu phu nhân", sinh ra hai nhi tử.